# NGC 3679
NGC 3679 is een elliptisch sterrenstelsel in het sterrenbeeld Leeuw. Het hemelobject werd op 24 april 1784 ontdekt door de Duits-Britse astronoom William Herschel.

## Synoniemen
- MCG -1-29-12
- PGC 34844